# 陽光池崎
陽光池崎（Sunshine Ikezaki 1981年10月9日 - ）是日本搞笑藝人。隸屬於渡邊娛樂。出生於鹿兒島縣鹿屋市。本名為池崎 慧（Ikezaki satoru）。

## 經歷﹡人物
- 老家從事種植、製造菸草。池崎在幼稚園時期，因父親未注意燃燒的菸蒂，經營的工廠遭遇兩次火災，因此池崎表示自己「很窮」。國中就讀鹿屋市鹿屋東中。
- 畢業於鹿兒島縣立鹿屋高中和大分大學工程部智能情報系統工程科（現為理工學部共創理工學科智能情報課程）  。學位為工學士。大學時期曾住在學生宿舍 。
- 國中時代加入乒乓球社（參加過縣大賽）三年；高中時代加入划船社（縣大賽第2名，參加過九州大賽） 。
- 大學畢業後未就職，因當時的交往的女性推薦，2005年4月就讀渡邊喜劇學校二年級，2006年3月畢業。
- 在此之前，曾與大學同學的朋友一起上京，組成「音速兄弟」活動過一段時間，於2007年9月解散（9月15日於部落格發布解散消息）。此後，以單口搞笑藝人的身分繼續從事活動。
- 作為藝人第一個表演的段子是「柔道短劇」  。
- 在「 R-1 Grand Prix」（關西電視台）中，2008年進入第二輪比賽， 2014年晉級準決賽 ， 2016年終於在敗部復活賽第三名中晉級決勝。 2017年和去年一樣，在敗部復活賽中勝出，獲得準優勝的成果。
- 2013年8月24日，進行了首次的單人舞台表演「陽光池崎 Solo Galaxy First Attack“天”」（ 在下北澤 Shimokita Kukan Liberty）
- 2014年5月26日起，定期（每月）在自辦的搞笑表演「先逃（イチヌケ）」裡，與兩個羅賓森、小新與小美三組同期生一同演出。
- 2015年2月12日在渡邊娛樂所舉辦的旗下藝人錦標賽「最笑王座決定戰」中拿下優勝。根據本人所說，從這時起開始忙碌數十倍。
- 2015年8月8日在東京澀谷Euro Live 舉辦的「池崎-1Grand Prix 2015」中，陽光池崎在３億4567萬8933組的池崎中脫穎而出，獲得首次優勝。 。
- 他的興趣是漫畫、動漫與角色扮演遊戲 。最喜歡的食物是杯裝炒麵 。
- 憧憬的藝人為隧道二人組、九十九（尤其是岡村隆史） 。
- 他將像自己一樣「過於熱情」的名人，如武井壯和松岡修造等視為競爭對手。
- 兼職的壽險銷售工作中，曾在大約300人或1000人中獲得第二名的銷售成績，因而獲得社長獎。當時月收甚至賺進80萬日圓。
- 2016年的「M-1大賽」（朝日放送）中，與機車川崎機車即興演出短劇「大喊」，但在第三戰敗退 。當時只是臨時組合，後來在2019年10月宣布再次合體。2022年4月舉辦了首次單獨公演「ONE HUNDRED DECIBEL」  。
- 2016年12月31日「ダウンタウンのガキの使いやあらへんで!!（日本電視台）除夕特別節目「絕對不能笑的科學博士24小時」（日本電視台）中與演員齊藤工共同演出。齊藤工模仿池崎自我介紹的段子，引起巨大迴響。之後，也在齊藤個人的廣播節目「（TAKUMIZM（bayfm）」中客串等等，持續保持與他的交流。
- 2019年1月18日，他在「快傑艾米頻道（關西電視台」 演出之時，公開表示曾送給雙親一棟透天厝（預算500萬日圓）。
- 於2018年開始，他領養了兩隻貓，常在Instagram、Twitte等分享他們的照片（其中，因截圖得知Twitter在2019年7月4日達到了188,888名追蹤者）。而在同年8月，他以「小福小來頻道」的名義開設YouTube频道，宣示該頻道的收益將全額捐贈給動物保護團體。2021年2 月5日同一頻道的影片中，他表示已將112萬1706日圓捐贈給進行護貓行動的NPO法人「貓之森」。
- 2021年2月20日，在自己的YouTube頻道「陽光池崎的超﹒空前絕後超絕怒濤的銀河頻道極」的直播中，挑戰用自己的段子「正義」喊一萬次的企劃「感謝的一萬次正義」。大約花費10小時，達成一萬次「正義」。習得「捨棄了聲音的正義」。此外，來自視聽者的超級感謝達到了234萬日圓 。
- 作為櫻坂46的粉絲，常與原市的澤部佑一起到現場觀看表演。2021年5月29日放映的I LOVE 大家的動物園中，因觀看改名前的欅坂46的演唱會影片而落淚，最推小池美波。
- 以前的老家可以稱得上是破屋，壞得非常徹底，實在是無法想像有人可以貧窮到住在裡頭，甚至曾被電視介紹過。現在身為當紅藝人的池崎可以把新屋當成禮物，和以前完全不一樣了。新建的老家的模樣在「全能住宅改造王 」中亮相。
- 他愛貓愛到在做流浪貓寄養的志工，「哎呀!!大家的動物園」中可以看見他作為志工活動的樣子，被稱為貓叔叔。在池崎家原本就有兩隻浪貓風神、雷神，因此非常熟練。另外，由於寄養志工的經驗豐富，甚至參加過給成為寄養志工名人建議的節目，甚至被稱為師父。
- 愛車為本田飛度（初代），前車主是中岡創一。中岡因為換了Isuzu 117 Coupe而將舊車賣給他。

## 表演風格
白底搭配橫跨雙肩的紅線、正面印有「SunShine 池崎」的背心、藍色短褲、與一字巾是主要的舞台服裝。
- 加入「耶～！」「OK～！」「正～義！」等喊叫、以高昂的情緒進行各種伸展身體的段子。在喊「耶～！！」之前，自我介紹時會把眼睛睜得特大、做出像是下腰一般上半身往後仰的姿勢後再起身是他經典的段子[1]。本人表示因為舞台太空的話很恐怖，因此決定採用喊叫的段子[2]。忙碌時也有過一天喊至少70次以上，為了保養喉嚨，平時不太會說話，喉糖是必備品。
- 被稱為「燃燒短劇」、「空前絕後的單口藝人」，表演「過於曲折的自我介紹」的段子、朝舞台邊幕橫向飛去等動作演出[3]。
- 也有解開腕帶讓其掉落在地上「2咚！」（假裝非常重）的表演。
- 還有使用叫做「陽光之刃」的自製刀型道具（刀刃的部分比自己的頭還大）進行表演。2021年10月13日被用到破爛的「陽光之刃」在角色扮演家豆太的幫助下，在自己的Youtube頻道裡公開了製作新的「陽光之刃」的影片。接著2021年10月15日播映的「有吉日本 緊盯有吉】（TBS系）中受到同樣為角色扮演家五月兔的幫助下、製作了漫畫「幽☆遊☆白書」的登場人物、武威的巨大斧頭。
- 在2013年之前、雖然本人說「內心深處想要被當成是有一套的傢伙」，但感覺還是半調子、直到2013年改頭換面、才變成現在的表演風格。想段子時卻與表演風格時大相逕庭、可以看到他不時一個人苦思或諮詢作家，土法煉鋼的樣子。

1. ↑  . 日刊スポーツ. 2017-03-23  [2017-03-30]. （原始内容存档于2022-10-28）.
2. ↑  . 日刊スポーツ. 2017-03-23  [2017-03-30]. （原始内容存档于2022-10-28）.
3. ↑  . お笑いナタリー. 2014-11-14  [2015-02-14]. （原始内容存档于2022-11-06）. DVDにおいても「絶叫！バーニングコント!!!」のキャッチフレーズが付き、「空前絶後」のタイトルが付いたネタが収録されている。